# Reus Transport
Reus Transport Públic S.A. o Reus Transport es una empresa pública dedicada a la explotación del transporte público urbano gestionada por el Ayuntamiento de Reus.

## Líneas
| Líneas | Origen             | Destino                                                                    | Lunes a viernes                                                                      | Sábado por la mañana                                  | Sábado por la tarde                                    | Domingos y festivos                                                                            |
| ------ | ------------------ | -------------------------------------------------------------------------- | ------------------------------------------------------------------------------------ | ----------------------------------------------------- | ------------------------------------------------------ | ---------------------------------------------------------------------------------------------- |
| L-10   | Barrio Montserrat  | Barrio Gaudí                                                               | Cada 20 minutos (de 05:30 a 21:30 h.)                                                | Cada 20 minutos (de 05:30 a 12:30 h.)                 | Cada 30 minutos (de 12:30 a 21:30h.)                   | Cada 60 minutos (de 9:00 a 13:00 y de 16:00 a 19:00)                                           |
| L-11   | Barrio Montserrat  | Plaza de las Ocas - Llibertat                                              | Cada 20 minutos (de 8.33 a 19.00 h. )                                                | -                                                     | -                                                      | -                                                                                              |
| L-20   | Barrio Immaculada  | Nuevo Hospital                                                             | Cada 20 minutos (de 05:20 a 22:23 h)                                                 | Cada 20 minutos (de 05:20 a 14:43)                    | Cada 40 minutos (de 15:18 a 22:23 h)                   | Cada 30 minutos. Intercaladas con expediciones solo hasta Sant Bernat Calbó (de 05:08 a 22:20) |
| L-30   | Plaza de las Ocas  | Pelai                                                                      | Cada 20 minutos (de 05:50 a 21:37)                                                   | Cada 20 minutos (de 09:09 a 13:45)                    | Cada 20 minutos (de 17:05 a 19.45 h)                   | Cada 20 minutos . (de 09:09 a 13:45 y de 17:05 a 19:05)                                        |
| L-31   | Plaza de las Ocas  | Polígono Agro-Reus                                                         | Expediciones sueltas: 05:50 / 06:15 / 06:40 ( 08:40 / 12:40 / 15:15 / 17:50 / 18:40) | -                                                     | -                                                      | -                                                                                              |
| L-32   | Plaza de las Ocas  | Cementerio                                                                 | Expediciones a las 15.45 y 16.45 h.                                                  | Expediciones a las 10.25 y 11.25 h.                   | -                                                      | Expediciones a las 10.25 y 11.25 h.                                                            |
| L-33   | Plaza de las Ocas  | Urb. El Pinar                                                              | Expediciones sueltas: 07:20 / 12:20 / 13:50 / 17:30 / 19:50 / 20:50                  | Expediciones sueltas: 09:45 / 12:25                   | Expediciones sueltas: 16:45 / 19:25                    | Expediciones sueltas: 09:45 / 12:25 / 16:45 / 19:25                                            |
| L-40   | Sant Bernat Calbó  | IES Gabriel i Ferrater - IES Domènech i Montaner                           | Única expedición a las 7.47 h.                                                       | -                                                     | -                                                      | -                                                                                              |
| L-41   | Barrio Sol-i-Vista | IES Gabriel i Ferrater - IES Gaudí/Mas Carandell - IES Domènech i Montaner | Única expedición a las 7.30 h.                                                       | -                                                     | -                                                      | -                                                                                              |
| L-42   | Plaza de las Ocas  | IES Gabriel i Ferrater - IES Domènech i Montaner                           | Expediciones a las 8:00 y 14.45 h.                                                   | -                                                     | -                                                      | -                                                                                              |
| L-50   | Aeropuerto de Reus | Estación de autobuses - Estación de trenes - Centro de ciudad              | Cada 60 minutos (aproximadamente) (de 07:25 a 21:15 h)                               | Cada 70 minutos (aproximadamente) (de 09:33 a 14:00h) | Cada 70 minutos (aproximadamente) (de 16:30 a 19:15 h) | Cada 70 minutos (aproximadamente) (de 09:33 a 14:00 y de 16:30 a 19:15 h)                      |
| L-60   | Nuevo Hospital     | Plaça de les Oques                                                         | Cada 20 minutos (de 06:28 a 19:13)                                                   | -                                                     | -                                                      | -                                                                                              |

1. ↑  Los domingos no se realizan servicios de 14 a 16 h.
2. ↑  Esta linea se intercala con la L-31, L-32, L-33 y L-42. En esos momentos pierde la frecuencia mientras dura el recorrido de la otra línea.
3. 1 2  A las 10 y las 11 h. pierde esa frecuencia para hacer una expedición de la L-32

## Líneas Especiales
- L-35: Servicio especial Todos los Santos. Plaza de las Ocas - Cementerio
- L-70: Bus nocturno. Plaza de las Ocas - Principales espacios de ocio nocturno (Actualmente sin servicio)
- L-80: Servicio especial EXPO-REUS. Plaza de la Libertad - Fira de Reus
- L-81: Servicio especial Parque de Navidad. Plaza de la Libertad - Parque de Navidad